# Regula atracției (film)
Regula atracției (în engleză The Rules of Attraction) este o comedie dramatică scrisă și regizată de Roger Avary, bazată pe romanul omonim de Bret Easton Ellis. În rolurile principale apar: James van der Beek, Shannyn Sossamon, Ian Somerhalder, Jessica Biel și Kip Pardue.

## Subiect
Filmul se defășoară în atmosfera colegiului de științe umaniste Camden, undeva în New England. Aici, studiind trei studenți deosebiți:
Sean Bateman (James van der Beek), un tânăr uimitor cu sentimente trecătoare care, croindu-și un drum nu tocmai sănătos în mijlocul fetelor de la Camden, este îndatorat până peste cap, iar la cursuri merge doar în vizită.
Paul Denton (Ian Somerhalder), un tânăr libertin cinic și foarte inteligent, care înclină foarte mult spre cea mai frumoasă persoană din încăpere, indiferent dacă este bărbat sau femeie, mai ales spre cei care nu manifestă nici un fel de interes sexual sau emoțional față de el.
Lauren Hynde (Shannyn Sossanon), o tânără frumoasă, am spune chiar amețită, care caută legături acolo unde nu există, care patinează în eterul universului social de la Camden și care întotdeauna pare a fi conectată la prăpastia Apocalipsei.